# Viện kiểm sát nhân dân thành phố Hà Nội
Viện kiểm sát nhân dân thành phố Hà Nội là một Viện kiểm sát nhân dân cấp tỉnh, thành phố được thành lập theo Quyết định số 01/QĐ ngày 31 tháng 12 năm 1960 của Viện trưởng Viện kiểm sát nhân dân tối cao để thực hiện chức năng thực hành quyền công tố và kiểm sát việc tuân theo pháp luật nhằm đảm bảo cho pháp luật được chấp hành nghiêm chỉnh và thống nhất trên địa bàn Thủ đô Hà Nội.

## Bộ máy tổ chức
Viện kiểm sát nhân dân thành phố Hà Nội được tổ chức thành 12 phòng bao gồm:
- Phòng Thực hành quyền công tố và kiểm sát điều tra án an ninh - ma túy (Phòng 1)
- Phòng Thực hành quyền công tố và kiểm sát điều tra án trật tự xã hội (Phòng 2)
- Phòng Thực hành quyền công tố và kiểm sát điều tra án kinh tế - tham nhũng (Phòng 3)
- Phòng Thực hành quyền công tố và kiểm sát xét xử phúc thẩm án hình sự (Phòng 7)
- Phòng Kiểm sát việc tạm giữ, tạm giam và thi hành án hình sự (Phòng 8)
- Phòng Kiểm sát việc giải quyết các vụ, việc dân sự, hôn nhân và gia đình (Phòng 9)
- Phòng Kiểm sát giải quyết các vụ án hành chính, vụ, việc kinh doanh lao động - thương mại và các việc khác theo qui định của pháp luật (Phòng 10)
- Phòng Kiểm sát thi hành án dân sự (Phòng 11)
- Phòng kiểm sát và giải quyết đơn khiếu nại, tố cáo trong hoạt động tư pháp (Phòng 12)
- Phòng Tổ chức cán bộ (Phòng 15)
- Phòng Thanh tra
- Văn phòng tổng hợp

## Lãnh đạo

### Lãnh đạo hiện nay
- Viện trưởng: Đào Thịnh Cường[2]
- Các Phó Viện trưởng:
  1. Nguyễn Văn Dũng
  2. Bùi Thị Hồng Anh[3]
  3. Nguyễn Thanh Sơn[4]
  4. Ngô Hồng Sơn[5]

### Lãnh đạo qua các thời kỳ

#### Viện trưởng
- Nguyễn Duy Giảng (2017-2020)
- Nguyễn Quang Thành (2012-2017)